# Hubert Dormagen
Hubert August Dormagen (* 23. April 1806 in Köln; † 1. Juni 1886 ebenda) war ein deutscher Arzt, Kunstsammler und Stifter.
Dormagen studierte und promovierte im Fach Medizin in Bonn. Danach, im Jahr 1834, praktizierte er als praktischer Arzt, Wundarzt und Geburtshelfer in Köln.

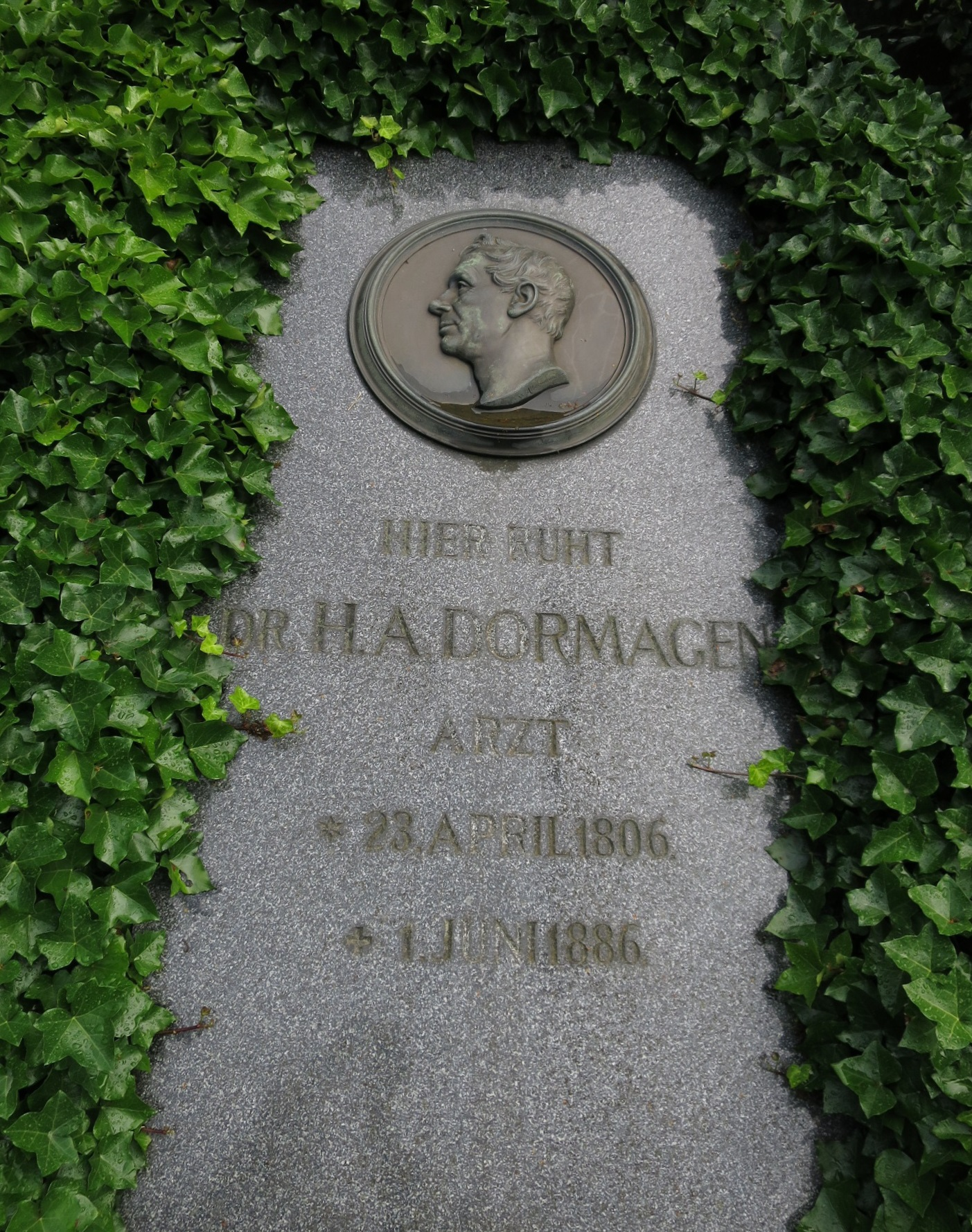
Grabplatte auf dem Kölner Friedhof Melaten (2016)

Eine von einem Freund übernommene Gemäldesammlung mit bedeutenden Werken vergrößerte er fortlaufend. Sein Vermögen vermachte er der Stadt Köln mit der Auflage, es zum Bau eines Krüppelheims zu verwenden. Dieses wurde erst 1913 in Köln-Weidenpesch unter der Bezeichnung „Stiftung Dr. Dormagen“ eröffnet. Im Jahre 1926 gliederte man ein „Werkstättenhaus“ an, benannt nach dessen Stifter Anton Guffanti. Es diente als Lehrlingsheim und ermöglichte überbetriebliche Berufsausbildungen.
Heute existiert das Städtische Behindertenzentrum Dr. Dormagen-Guffanti als vollstationäre Wohneinrichtung für Menschen mit Behinderung in Köln-Longerich. Die Dr. Dormagen-Guffanti-Stiftung vergibt ein jährliches Stipendium für Künstler, deren Schaffen eine positive Auswirkung auf behinderte Menschen hat.
Hubert Dormagen starb am 1. Juni 1886 und wurde in Köln auf dem Melaten-Friedhof (Flur 5) begraben. Das Bronzemedaillon auf der Grabplatte fertigte Wilhelm Albermann 1888 an.
Die Kunstsammlung Dormagens befindet sich heute im Wallraf-Richartz-Museum. Seit November 2022 befindet sich ein von der Künstlerin Marion Anna Simon mit Bewohnern des Behindertenzentrums geschaffenes Bild von Hubert Dormagen in der U-Bahn-Haltestelle Breslauer Platz. Das Bild findet man z. B. hier.